# Руське Канчерово
Ру́ське Канче́рово (рос. Русское Канчерово) — присілок у складі Кувандицького міського округу Оренбурзької області, Росія.

## Населення
Населення — 102 особи (2010; 135 у 2002).
Національний склад (станом на 2002 рік):
- росіяни — 83 %